# James L. Patton
James L.“Jim” Patton (21 de junho de 1941, St. Louis (Missouri)), é um biólogo evolucionista e mastozoólogo estadunidense. Ele é professor emérito de biologia integrativa e curador de mamíferos no Museum of Vertebrate Zoology da Universidade da Califórnia, Berkeley e fez grandes contribuições para a sistemática e biogeografia de vários táxons de vertebrados, principalmente pequenos mamíferos (roedores, marsupiais e morcegos).

## Carreira
Patton é mais conhecido pelos seus estudos pioneiros sobre a citogenética evolutiva de roedores, principalmente dos gêneros (Perognathus/Chaetodipus) e (Thomomys), a diversificação de faunas das florestas tropicais, e o impacto das mudanças climáticas sobre os mamíferos da América do Norte. Ele publicou cerca de 200 artigos científicos, muitos deles em colaboração com seus estudantes de pós-graduação e pós-doutorandos que orientou em mais de quatro décadas. Atualmente ele é um dos mais experientes mastozoólogos de campo, tendo coletado amplamente no oeste dos Estados Unidos e em outros 14 países ao redor do mundo, incluindo México, Equador (Ilhas Galápagos), Peru, Venezuela, Argentina, Brasil, Colômbia, Taiwan, Vietnã, Irã e Camarões. Até 2005, ele havia depositado cerca de 20.000 espécimes no Museum of Vertebrate Zoology, fazendo dele um dos mais prolíficos coletores de mamíferos nos quase 100 anos de história daquela instituição.

## Homenagens
Patton tem nomeados em sua homenagem dois gêneros de ratos neotropicais: o equimídeo arborícola Pattonomys , que ocorre no norte da Colômbia e Venezuela, e o cricetídeo Pattonimus , das florestas nebulosas dos Andes da Colômbia e Equador. Além desses gêneros, foi homenageado com três espécies de ratos-de-espinho neotropicais (Proechimys pattoni, Phyllomys pattoni e o fóssil Ullumys pattoni), uma espécie de porco-espinho fóssil (Neosteiromys pattoni), uma espécie de morcego neotropical (Lonchophylla pattoni), uma espécie de piolho (Geomydoecus pattoni) e uma espécie de cobra de Madagascar (Liophidium pattoni).
A American Society of Mammalogists criou em 2015 o Prêmio James L. Patton para promover e apoiar pesquisas baseadas em museus desenvolvidas por alunos de pós-graduação.

## Publicações selecionadas
- Patton, J.L., M.N.F. da Silva, and J.R. Malcolm. 2000. Mammals of the Rio Juruá and the evolutionary and ecological diversification of Amazonia. Bull. Amer. Mus. Nat. Hist. 244: 1-306.
- Lacey, E.A., J. L. Patton, and G.N. Cameron (editors). 2000. Life Underground: The Biology of Subterranean Rodents. Univ. Chicago Press, 448 pp.
- Moritz, C., J.L. Patton, C.J. Schneider, and T.B. Smith. 2000. Diversification of rainforest faunas: An integrated molecular approach. Ann. Rev. Ecol. Syst. 31: 533-563.
- Gascon, C., J. R. Malcolm, J. L. Patton, M. N. F. da Silva, J. P. Bogart, S. C. Lougheed, C. A. Peres, S. O. Necket, and P. T. Boag. 2000. Riverine barriers and the geographic distribution of Amazonian species. Proc. Natl. Acad. Sci. (USA) 97(25): 13672-13677.
- Patton, J.L. 2001. Pocket Gophers. In D.W. Macdonald (ed.) The New Encyclopedia of Mammals, 2nd edition. Oxford University Press, Oxford, UK.
- Lessa, E.P., J.A. Cook, and J.L. Patton. 2003. Genetic footprints of demographic expansion in North America, but not Amazonia, following the Late Pleistocene. Proc. National Academy of Sciences (USA) 100(18): 10331-10334.
- Patton, J.L Family Geomyidae. 2005. Pp. 859-870, in Mammal Species of the World, a taxonomic and geographic reference, Third Ed. (D.E. Wilson and D.M. Reeder, eds.). Smithsonian Institution Press, Washington, D.C.
- Patton, J.L. Family Heteromyidae. 2005 Pp. 844-858, in Mammal Species of the World, a taxonomic and geographic reference, Third Ed. (D.E. Wilson and D.M. Reeder, eds.). Smithsonian Institution Press, Washington, D.C.
- Kelt, D. A., E. P. Lessa,. J. Salazar-Bravo, and J. L. Patton (editors). 2007. The Quintessential Naturalist: Honoring the life and legacy of Oliver P. Pearson. University of California Publications in Zoology, 134, 981 pp.
- Patton, J.L., D.B. Huckaby, and S.T. Alvarez-Castañeda. 2007 (2008). The evolutionary history and a systematic revision of the woodrats of the Neotoma lepida complex. University of California Publications in Zoology, 135:i-xx, 1-451.
- Davis, E.B., M.S. Koo, C. Conroy, J.L. Patton, and C. Moritz. 2008. The California Hotspots Project: identifying regions of rapid diversification of mammals. Molecular Ecology, 17: 120-138.
- Moritz, C., J. L. Patton, C. J. Conroy, J. L. Parra, G. C. White, and S. R. Beisinger. 2008. Impact of a century of climate change on small mammal communities in Yosemite National Park. Science, 322: 261-264. doi:10.1126/science.1163428